# Tatai Péter
Tatai Péter magyar válogatott kézilabda kapus. Jelenleg a magyar NB1-ben szereplő Csurgói KK kapusa.

## Pályafutása

### Klubcsapatokban
Tatai Péter a Győri ETO FKC csapatában kezdte pályafutását, innen igazolta le a Veszprém KC ahol három idényt töltött, ezalatt pedig kétszer nyert bajnokságot, egyszer pedig kupagyőzelmet ünnepelhetett a bakonyiakkal, igaz Dejan Perić mögött többnyire második számú kapusnak számított. A 2007-08-as szezon végén megnyerte csapatával a Kupagyőztesek Európa-kupáját, majd ősszel légósnak állt és a francia Dunkerque HB játékosa lett. 2010-ben hazatért és a másik magyar nagy csapat, a Pick Szeged  együttesében védett, ahol 2014-ben EHF-kupát nyert.
Az idény végén elhagyta a csongrádiakat, miután Piotr Wyszomirskit igazolták melléje, és inkább újra légiósnak állt. Két évig a nagybányai HCM Minaur Baia Mare játékosa volt, akikkel a 2014-2015-ös idényben bajnoki címet szerzett, majd 2016 januárjában a német Frisch Auf Göppingenhez igazolt. A német csapattal megnyerte az EHF-kupa négyes döntőjét, a fináléban a francia HBC Nantes csapatát győzték le 32–26-ra. Júniusban csapatot váltott, és a másodosztályú TuS N-Lübbeckéhez igazolt. A 2016–2017-es szezonban feljutott csapatával az élvonalban, majd egy évet követően kiesett a másodosztályba. 2019 februárjában egy évvel meghosszabbította szerződését a csapattal. 2020 januárjában hivatalossá vált, hogy a következő szezontól visszatér Magyarországra, és a Csurgói KK együttesében folytatja pályafutását.

### A válogatottban
A magyar válogatottban 2001 óta 87 mérkőzésen védett, két világ- és egy Európa-bajnokságon vett részt. Előbb Fazekas Nándor, majd Mikler Roland mögött szerepelt mint második kapus. Első világversenye a 2007-es világbajnokság volt, a németországi tornán a magyar csapat a 9. helyen végzett. Ezt követően a 2013-as világbajnokságon és a 2014-es Európa-bajnokságon vett részt.

## Sikerei, díjai
- Nemzeti Bajnokság I:
  - Bajnok: 2006, 2008
  - Ezüstérmes: 2007, 2011, 2012, 2013, 2014
- Magyar Kupa
  - Győztes: 2007
  - Döntős: 2006, 2008, 2012, 2013, 2014
- Romanian National League:
  - Győztes: 2015
- Román Kupa:
  - Győztes: 2015
- EHF-kupagyőztesek Európa-kupája:
  - Győztes: 2008
- EHF-kupa:
  - Győztes: 2014, 2016